# 여수시 (1988년 선거구)
여수시는 대한민국의 옛 국회의원 선거구이다. 당시 전라남도 여수시 지역을 관할했다.

## 역사
제13대 국회의원 선거를 앞두고 여수시·여천군·광양군 선거구에서 분리되면서 신설되었다.
1998년 4월, 여수시, 여천시, 여천군이 통합되면서 통합 여수시가 출범하였다. 이에 제16대 국회의원 선거를 앞두고 통합 여수시 선거구로 통합되면서 폐지되었다.

## 역대 국회의원
| 선거   | 정당 | 정당           | 의원   |
| ------ | ---- | -------------- | ------ |
| 1988년 |      | 평화민주당     | 김충조 |
| 1992년 |      | 민주당         | 김충조 |
| 1996년 |      | 새정치국민회의 | 김충조 |

## 역대 선거 결과

### 대한민국 제13대 국회의원 선거
|  | 82.10% |

|  | 16.73% |

|  | 1.15% |

### 대한민국 제14대 국회의원 선거
|  | 70.56% |

|  | 22.27% |

|  | 4.75% |

|  | 2.41% |

### 대한민국 제15대 국회의원 선거
|  | 75.80% |

|  | 19.60% |

|  | 4.59% |